# Ulysse Ellian
Ulysse Ellian (Kabul, 17 september 1988) is een Nederlands advocaat en politicus. Hij zit sinds 31 maart 2021 voor de Volkspartij voor Vrijheid en Democratie (VVD) in de Tweede Kamer der Staten-Generaal.

## Jeugd en juridische carrière
Ellian werd in 1988 in de Afghaanse hoofdstad Kabul geboren en is de zoon van de Iraanse rechtsgeleerde, filosoof en dichter Afshin Ellian. Zijn vader was gevlucht voor het Iraanse regime en had Ellians moeder ontmoet in Afghanistan. Het gezin emigreerde in 1989 naar Nederland en Ellian groeide met zijn jongere zus op in Tilburg en Almere. Hij studeerde, na afronding van het gymnasium aan het Baken Park Lyceum te Almere, rechtsgeleerdheid aan de Vrije Universiteit Amsterdam en was na in 2011 te zijn afgestudeerd werkzaam aan de universiteit als docent-onderzoeker privaatrecht. Ellian werd ook advocaat en werkte tussen 2013 en 2015 voor de parlementaire enquête naar Fyra.

## Politiek
Rond 2011 werd Ellian lid van de VVD. Hij werd in 2018 verkozen tot lid van de Almeerse gemeenteraad nadat hij vanaf 2014 fractie-assistent was geweest. Hij volgde fractievoorzitter Hilde van Garderen op twee maanden na de verkiezingen van maart, toen Van Garderen benoemd werd tot wethouder.
Vanwege zijn uitspraken in 2019 over de rol van Iran in de moord op Mohammad Reza Kolahi Samadi (2015), werd Ellian beveiligd. Begin 2020 kwam Ellian in het nieuws omdat topcrimineel Naoufal F. een tuchtklacht tegen hem had ingediend. Aanleiding waren uitspraken van Ellian in het televisieprogramma EenVandaag over de moord op Mohammad Reza Kolahi Samadi. Ellian zei geen onwaarheden te hebben verteld en noemde de klacht "ontoelaatbare intimidatie van een volksvertegenwoordiger". De Almeerse gemeenteraad nam unaniem een motie aan waarin Ellian werd gesteund. De klacht werd ongegrond verklaard omdat Ellian niet als advocaat maar als volksvertegenwoordiger had gesproken.

### Tweede Kamer
Ellian was verkiesbaar bij de Tweede Kamerverkiezingen 2021 als de 22e kandidaat van de VVD. Hij verliet de Almeerse gemeenteraad acht dagen na de verkiezingen. Ellian legde de eed af op 31 maart, nadat hij 1931 voorkeurstemmen had ontvangen. Zijn portefeuille bevat justitie, rechtspraak en constitutionele zaken en hij is lid van de commissie voor het Onderzoek van de Geloofsbrieven en van de vaste commissies voor Binnenlandse Zaken, voor Defensie, voor Europese Zaken en voor Justitie en Veiligheid. Ellian nam het dossier antisemitisme over van Dilan Yeşilgöz-Zegerius toen zij staatssecretaris van Economische Zaken werd. In het NIW zegt Ellian hierover dat hij van huis uit een sterke verbondenheid met de Joodse gemeenschap en Israël heeft meegekregen. In april 2022 werd een amendement van Ellian door de Tweede Kamer aangenomen om de drempel voor verplichte openbaring van politieke donaties te verlagen van € 4.500 naar € 1.000. Als reactie op een opmerking van minister voor Rechtsbescherming Franc Weerwind (D66) in oktober 2022 dat gevangenen met een levenslange straf vaker vrijgelaten zouden worden plaatste Ellian een bericht op Twitter dat Weerwind "niet [zou] rusten voordat alle criminelen D66 stemmen". Na kritiek nam hij zijn woorden terug.
Ellian besteedde aandacht aan de aanpak van de georganiseerde criminaliteit. Hij diende met succes een motie in om strenger toe te zien op communicatie met de buitenwereld van gevangenen van de Penitentiaire Inrichting Vught, waar zware criminelen zoals Ridouan Taghi zijn gehuisvest, om te voorkomen dat zij hun criminele activiteiten vanuit daar voortzetten. Een andere motie van hem beperkte het aantal advocaten dat gevangenen van zwaarbeveiligde gevangenissen mogen hebben tot twee om dezelfde reden. In december 2022 maakte Ellian in een interview bekend dat hij al enkele maanden zwaar beveiligd werd door de Dienst Koninklijke en Diplomatieke Beveiliging (DKDB) van de politie zonder de aard van de dreiging te noemen.
In januari 2025 verklaarde Ellian drieënhalf jaar eerder, net na zijn installatie als Kamerlid, een dreigende mail te hebben ontvangen van de Iraanse ambassade, met daarin de waarschuwing dat Iran hem als Iraans onderdaan beschouwt en dat hij zich aan de Iraanse wet moet houden.
Bij de Mensenrechtenraad van de Verenigde Naties riep Ellian in juni 2025 de VN op om het Iraanse regime verantwoordelijk te houden voor onder meer de moorden op politieke dissidenten in Europa.
Door de Italiaanse ambassadeur werd Ellian in juli 2025 benoemd tot ridder in de Italiaanse Orde van Verdienste. Ellian spant zich in voor het inrichten van het Nederlands gevangeniswezen naar Italiaans voorbeeld.

## Persoonlijk
Ellian heeft een relatie. Zijn partner is fractievoorzitter van de VVD in Almere. Zij heeft twee zoons uit een eerdere relatie en samen hebben ze een dochter.